# Calle 11 (métro de Mexico)
Calle 11  est une station de la ligne 12 du métro de Mexico. Elle est située avenue Tlahuac, dans la division territoriale Tláhuac, à Mexico au Mexique.
Elle est mise en service en 2012. Le trafic de la ligne est suspendu, jusqu'à nouvel ordre depuis l'accident survenu sur la ligne le 4 mai 2021.

## Situation sur le réseau

Plan du métro.

Établie en aérien, la station Calle 11, de la ligne 12 du métro de Mexico, est située entre la station Periférico Oriente, en direction du terminus est Tláhuac, et la station Lomas Estrella, en direction du terminus ouest Mixcoac,.
Elle dispose de deux voies et deux quais latéraux.

## Histoire
La station Tezonco est mise en service le 30 octobre 2012, lors de l'ouverture à l'exploitation de la première section de la ligne 12 du métro de Mexico, longue de 24,5 km entre les terminus Mixcoac et Tláhuac. Elle doit son nom à sa proximité avec la rue Avenida 11. L'icône de la station représente le glyphe d'un vase rempli d'eau, d'où sort une montagne qui elle-même, renferme le symbole du feu nouveau. Cet ensemble de signes fait référence à la cérémonie du feu annuelle des anciens mexicains, notamment attestée sur le Cerro de la Estrella (Montagne de l'Étoile).
En 2014, le service est suspendu pendant plus de douze mois du fait de la découverte de problèmes structurels dans la partie aérienne de la ligne. Le 4 mai 2021, l'écroulement d'un viaduc de la section aérienne, lors du passage d'une rame, provoque un lourd bilan avec environ, 25 morts et 80 blessés. Le trafic est suspendu sur la ligne jusqu'à nouvel ordre.

## Services aux voyageurs

### Accès et accueil
Elle dispose de deux accès : le premier est situé au nord de la voie Tláhuac, à proximité de la voie 11 Colonia Privada Estrella et le deuxième, au sud de la voie Tláhuac, près de la voie Técnicos y Manuales. Elle est équipée d'escaliers et d'escaliers mécaniques et dispose, de deux ascenseurs pour les personnes à la mobilité réduite, et de plaques de guidages et d'informations en Braille pour les personnes malvoyantes.

Vues de la station
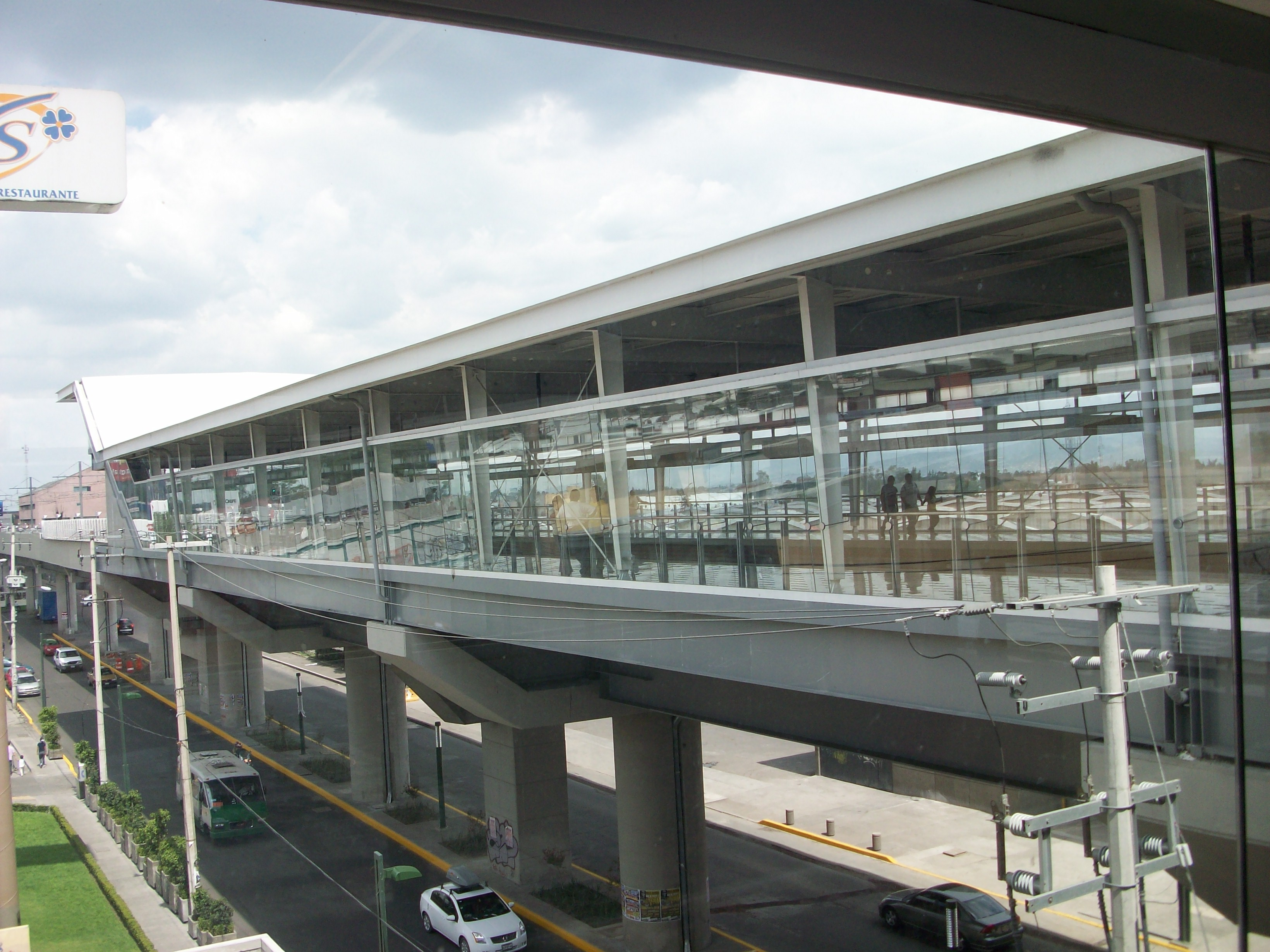
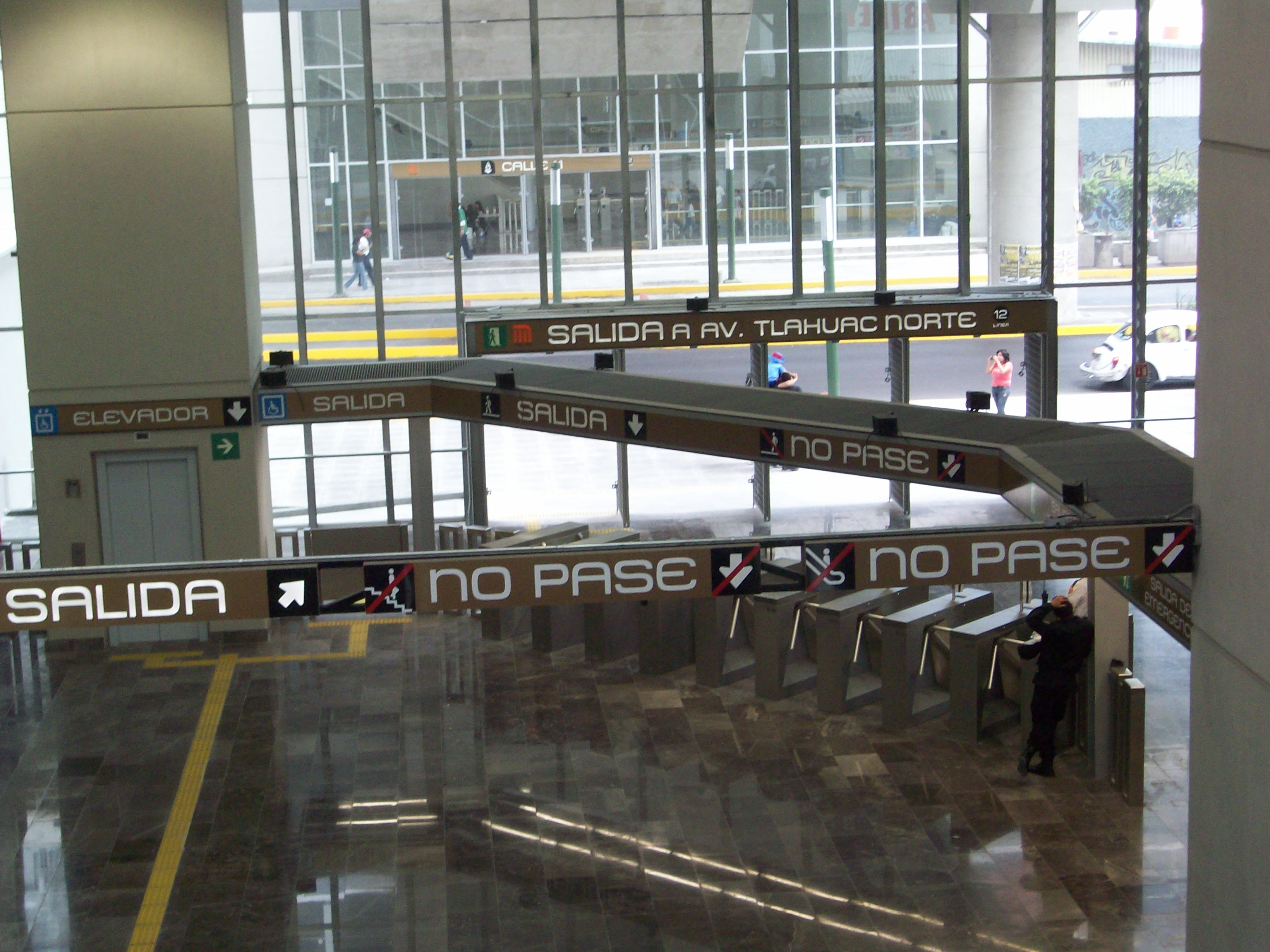

### Desserte
Ouverte : du lundi au vendredi à 5 h, le samedi à 6 h et les dimanches et jours fériés à 7 h, Tláhuac est desservie par les rames de la ligne 12 du métro de Mexico, sur la relation Mixcoac - Tláhuac.

### Intermodalité
Un parc pour les vélos non gardé est présent.